# Provinz Großpolen

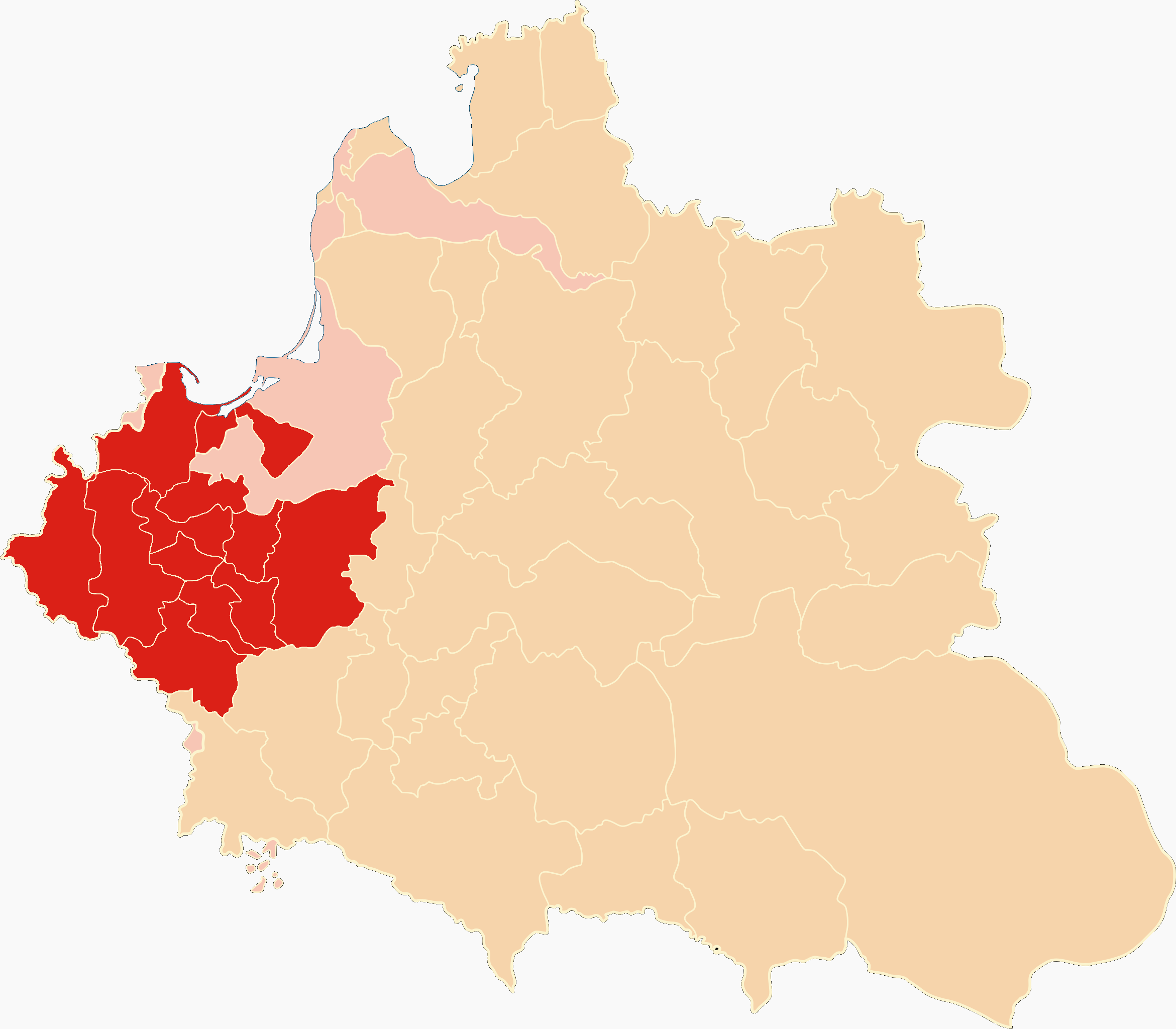
Provinz Großpolen innerhalb von Polen-Litauen

Die Provinz Großpolen (polnisch Prowincja Wielkopolska) war eine Verwaltungseinheit der Krone des Königreichs Polen, später auch Polen-Litauens. Der Name leitete sich von der historischen Region Großpolen ab.

## Einteilung
Die Provinz bestand auch zwölf, ab 1768 aus dreizehn, Woiwodschaften und dem Fürstbistum Ermland:
1. Woiwodschaft Brześć Kujawski
2. Woiwodschaft Culm
3. Woiwodschaft Gnesen ab 1768
4. Woiwodschaft Inowrocław
5. Woiwodschaft Kalisz (bis 1793)
6. Woiwodschaft Łęczyca
7. Woiwodschaft Marienburg
8. Woiwodschaft Masowien (bis 1795)
9. Woiwodschaft Płock (bis 1793)
10. Woiwodschaft Pommerellen (1454–1772)
11. Woiwodschaft Posen (bis 1793)
12. Woiwodschaft Rawa
13. Woiwodschaft Sieradz (bis 1793)
14. Fürstbistum Ermland

Das Krontribunal für die Provinz Großpolen befand sich in Piotrków Trybunalski, später auch in Posen und Bromberg. Die fünf wichtigsten Städte der Provinz, Warschau, Danzig, Posen, Elbing und Thorn, durften bei der Königswahl mitbestimmen.